# Xote
Xote är en ort i Mexiko.   Den ligger i kommunen San Miguel de Allende och delstaten Guanajuato, i den centrala delen av landet, 240 km nordväst om huvudstaden Mexico City. Xote ligger 1 869 meter över havet och antalet invånare är 101.
Terrängen runt Xote är platt västerut, men österut är den kuperad. Runt Xote är det ganska tätbefolkat, med 96 invånare per kvadratkilometer. Närmaste större samhälle är San Miguel de Allende, 8,1 km sydost om Xote. Trakten runt Xote består i huvudsak av gräsmarker.